# Leeskopa
Leeskopa is een plaats in de Estlandse gemeente Muhu, provincie Saaremaa. De plaats heeft de status van dorp (Estisch: küla).

## Bevolking
Het dorp had 15 inwoners op 31 december 2011 en 13 inwoners op 31 december 2021.

## Geschiedenis
Leeskopa ontstond pas rond 1900 als nederzetting van landarbeiders. Tussen 1977 en 1997 maakte Leeskopa deel uit van het buurdorp Ridasi.